# Vespasiano Gonçalves de Albuquerque e Silva
Vespasiano Gonçalves de Albuquerque e Silva (Goiana, 3 de março de 1852 — Rio de Janeiro, 9 de julho de 1924) foi um militar e político brasileiro, Ministro da Guerra, durante o governo Hermes da Fonseca.

## Carreira Militar
Vespasiano nasceu em Goiana, no dia 3 de março de 1852. Assentou praça no Exército Brasileiro em 9 de setembro de 1870 e entrou para a Escola Militar da Praia Vermelha, na qual passou a alferes-aluno em 8 de janeiro de 1875. Ao concluir o curso, formou-se engenheiro militar. Foi promovido a segundo-tenente em 31 de janeiro de 1877, a primeiro-tenente em 25 de maio de 1878, e a capitão em 25 de julho de 1880. Durante o movimento de 15 de novembro de 1889, que culminou com a Proclamação da República pelo marechal Deodoro da Fonseca, esteve ao lado dos rebeldes, tendo comandado uma companhia formada por 56 alunos da Escola Superior de Guerra. Sua atuação durante o movimento lhe valeu a promoção a major, em 29 de novembro daquele ano. Foi promovido a tenente-coronel em 17 de março de 1890, ano em que também foi designado comandante da Escola Militar do Rio Grande do Sul. Sua permanência nesse estado resultou na sua eleição para deputado estadual na 21ª Legislatura da Assembleia Legislativa do Rio Grande do Sul, de 1891 a 1895.. Contudo, em 1893, a crise política e a importância das estradas de ferro como elemento estratégico o levariam à direção da Estrada de Ferro Central do Brasil, no Rio de Janeiro, então Distrito Federal.
Desde novembro de 1891, diante do fechamento do Congresso Nacional pelo presidente Deodoro da Fonseca, várias manifestações contrárias haviam estourado em todo o país. Uma delas foi a greve dos trabalhadores da Estrada de Ferro Central do Brasil, no dia 22 daquele mês. Acuado por outras ameaças, no dia seguinte Deodoro renunciou. Em seu lugar, assumiu o vice-presidente, marechal Floriano Peixoto, que logo começou a sofrer pressões para a realização de eleições, como previa a Constituição. Floriano resistia e, diante da intensificação dos protestos, em 20 de março de 1893 nomeou Vespasiano, oficial de sua confiança, diretor da Central do Brasil. Em setembro daquele ano, os opositores de Floriano novamente procuraram atingir o sistema ferroviário da capital do país. No dia 4 daquele mês, liderada pelo tenente Augusto Vinhais, estourou nova greve dos trabalhadores da ferrovia. Em seguida, no dia 6, teve início a Revolta da Armada, quando altos oficiais da Marinha do Brasil sublevaram navios fundeados na baía de Guanabara. No dia 13 de setembro começaram os bombardeios aos fortes do litoral fluminense em poder do Exército. Com a intensificação do conflito, parte da população do Rio de Janeiro abandonou a cidade. As estações da Estrada de Ferro Central do Brasil ficaram abarrotadas e, em trens especiais, os moradores fugiram em busca de refúgio em locais seguros. Em março do ano seguinte, a rebelião foi finalmente derrotada. Antes, porém, em 31 de janeiro de 1894, por sua atuação como diretor da ferrovia durante a crise política, Vespasiano foi promovido a coronel. Ainda durante sua gestão à frente da Estrada de Ferro Central do Brasil, foi feito o prolongamento da ferrovia pelo estado de Minas Gerais, que então passava por um processo de modernização e iniciava a construção da nova capital, Belo Horizonte.
Ele ingressou na política e, no pleito de 1894, foi eleito deputado federal pelo Rio Grande do Sul. Assumiu, no dia 7 de maio desse ano, sua cadeira na Câmara dos Deputados. Em 30 de novembro de 1894 deixou a direção da Central do Brasil. Foi reeleito deputado federal em 1897, 1900, 1903 e 1906. No dia 4 de janeiro de 1907 renunciou, antes do término do seu último mandato, para retornar à atividade militar. Por decreto desse mesmo mês foi nomeado comandante do 7º Distrito Militar em Mato Grosso, cargo que exerceria até dezembro de 1908. Em 24 de julho de 1907, foi promovido a general de brigada. Entre 1909 e 1910, exerceu o cargo de inspetor permanente da 11ª Região Militar. Em novembro desse último ano, foi nomeado comandante da 2ª Brigada Estratégica.
Em março de 1911, assumiu a função de inspetor especial de guerra, de quartéis e estabelecimentos militares do Rio Grande do Sul. Em abril, foi nomeado inspetor permanente da 12ª Região, cargo que exerceu até setembro, quando foi transferido para a 9ª Região como inspetor permanente. Em 31 de maio de 1911 foi promovido a general de divisão. Comandou o 4º Distrito Militar de 14 de setembro de 1911 a 8 de março de 1912. Embora institucionalmente fosse responsável pelos estados do Rio de Janeiro e Espírito Santo, durante o período final de sua gestão foi chamado a intervir no estado da Bahia para solucionar o conflito político ali ocorrido.
Em fins de 1911, por um acordo político feito com José Joaquim Seabra, cujo objetivo último era retardar ao máximo a realização das eleições estaduais programadas para o dia 28 de janeiro de 1912, o presidente do estado, João Ferreira de Araújo Pinho, renunciou ao cargo. Seu sucessor natural, o presidente do Senado estadual, padre Manuel Leôncio Galvão, recusou-se a substituí-lo. Com isso, assumiu o governo do estado o presidente da Assembleia estadual e adversário de Seabra, Aurélio Viana. Com objetivo de impedir uma intervenção federal e de manter o domínio local para o seu grupo político, o novo presidente decidiu mudar a capital do estado e a Assembleia Legislativa para a cidade de Jequié. Tal ato foi contestado judicialmente e a recusa de Viana em acatar a ordem judicial levou ao bombardeio da cidade de Salvador no dia 12 de janeiro. Em consequência,
Aurélio Viana renunciou, mas, no dia 22, foi reconduzido ao cargo. Contudo, uma reação popular culminou com a fuga do presidente do estado, que se refugiou no consulado da Venezuela e, em seguida, no da França. Finalmente, no dia 27, Viana renunciou novamente ao cargo. No dia seguinte, realizaram-se as eleições que resultaram na vitória de J. J. Seabra. Antes da posse do novo governante, era preciso normalizar a situação política estadual. Foi com o intuito de solucionar a crise que o presidente da República, marechal Hermes da Fonseca, para lá enviou o general Vespasiano. O objetivo era reconduzir Aurélio Viana ao poder até a posse de Seabra, mas Viana recusou-se a retornar à presidência do estado. Em seguida, Vespasiano tentou que o padre Galvão assumisse o cargo, mas este impôs condições inexequíveis, o que impediu sua nomeação. Por último, o general recorreu a Bráulio Xavier, presidente do Tribunal e terceiro na linha sucessória, que finalmente aceitou assumir o poder, revogando a transferência da capital para Jequié e governando o estado até a posse de J. J. Seabra.

## Ministro da Guerra
O bombardeio sobre a cidade de Salvador teve outra consequência que envolveu diretamente o general Vespasiano de Albuquerque. Em virtude de uma desavença política, o então ministro da Guerra, general Antônio Adolfo da Fontoura Mena Barreto, deixou o
cargo. Vespasiano de Albuquerque, que já havia substituído Mena Barreto no comando do 4º Distrito Militar, novamente o substituiu. Nomeado em 3 de março de 1912, foi ministro da Guerra, de 30 de março de 1912 a 15 de novembro de 1914. Nesse período, foi também ministro interino da Marinha, de 12 de julho a 2 de agosto de 1913.
Durante o tempo em que ocupou o Ministério, foram expedidos regulamentos para a instrução e serviços gerais nos corpos de tropa, para o tiro de Infantaria, para os Colégios Militares, para a Escola Prática do Exército e para a Escola de Estado-Maior, para as fábricas militares de pólvora e cartuchos e para o tiro de Artilharia de Campanha. Foi criado, ainda, um Colégio Militar no estado de Minas Gerais. Também em sua gestão, precisamente em princípios de 1913, ocorreu a primeira tentativa oficial de se criar uma Aviação do Exército. Vespasiano de Albuquerque contratou uma empresa, criada às pressas pelos aviadores italianos Gian San Felice Gino, Vitório Bucelli, Eduino Orione e Arturo Jona, com o objetivo de dar início à escola de aviação. Tal intento, porém, não foi levado adiante. A Escola Brasileira de Aviação faliu cinco meses depois de inaugurada, em 18 de junho de 1914. Sua administração no Ministério da Guerra prolongou-se até o fim do quadriênio de Hermes da Fonseca, em 15 de novembro de 1914, quando passou a pasta ao general José Caetano de Faria. No dia 18 de novembro foi reformado no posto de Marechal.
Antes mesmo de deixar o Ministério da Guerra, foi nomeado Ministro do Supremo Tribunal Militar, cargo que exerceu de 30 de setembro de 1914 a 26 de novembro de 1920.
Faleceu no Rio de Janeiro no dia 9 de julho de 1924. Teve uma filha.